# Huracà Fred (2015)
L'Huracà Fred va ser el primer huracà que ha passat per totes les Illes de Cap Verd des del 1892. Va ser el segon huracà i la sisena tempesta amb nom de l'estació dels huracans atlàntics del 2015. Es va originar a partir d'una ona tropical ben definida a sobre de l'Àfrica de l'oest a finals d'agost. Un cop a alta mar, l'ona es va moure del nord a l'oest en unes condicions favorables que van derivar en una tempesta tropical el 30 d'agost. L'endemà, l'huracà va créixer fins a la Categoria 1 amb vents màxims de 85 mph (140 km/h) mentre s'apropava a Cap Verd. Després de passar per Boa Vista i allunyant-se de Santo Formigaão, va entrar a una fase de lleu debilitament, caient per sota de la categoria d'huracà l'1 de setembre. Llavors Fred va tornar entre l'oest i el nord-oest suportant el vent cada vegada més hostil, però mantenint el seu estat com a cicló tropical malgrat que es preveia que es dissipés. Va fluctuar entre una tempesta tropical mínima i una depressió tropical fins al 4 i 5 de setembre abans de girar precipitadament cap al nord. El 6 de setembre el patró de circulació de Fred havia disminuït considerablement, i es va anar dissipant durant el dia.
Tot Cap Verd va estar sota l'amenaça d'un huracà per primera vegada a la història. El vendaval va colpejar la regió de les Illes de Barlavento el dia 31 d'agost, fent caure nombrosos arbres i pals d'electricitat. A les illes situades més cap a l'est de Boa Vista i Sal, Fred va fer caure teulats i va deixar diversos pobles sense energia ni telèfon durant diversos dies. Un 70% de les cases de Povoação Velha van patir desperfectes. Totes les illes del nord van patir els efectes dels temporals de pluges i van destruir cases i carreteres, i São Nicolau va perdre gran part de la seva collita i bestiar. Les pèrdues monetàries van superar els 1.1 milions de dòlars (2015 USD) a Cap Verd, encara que l'impacte global de la pluja en l'agricultura en algunes parts va ser positiva. L'huracà va convertir en violents les aigües marítimes que van perjudicar la costa africana de l'oest, destruint pobles de pesca i submergint grans urbanitzacions del Senegal. Entre les costes de Cap Verd i Àfrica de l'oest, els incidents marítims relacionats amb aquest huracà van provocar nou morts.

## Història meteorològica

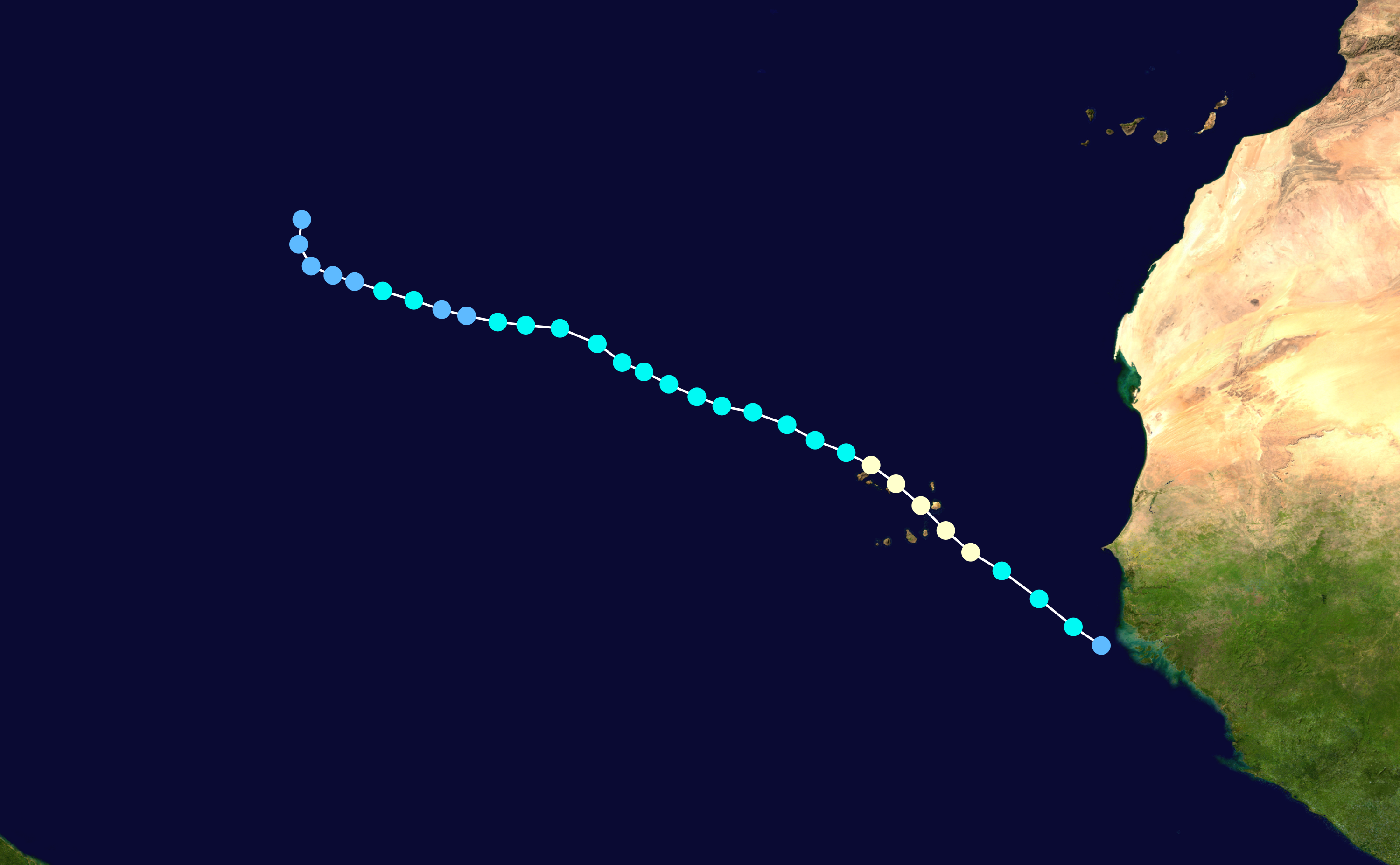
Recorregut de l'huracà Fred del 2015

Les primeres hores del 28 d'agost, el Centre Nacional d'Huracans (NHC) va començar a monitorar una ona tropical—una llarga depressió atmosfèrica— situada a l'Àfrica de l'oest. Traçada enmig d'una alta nuvolositat, el seguiment va seguir obert a l'Atlàntic la resta del dia. Una rotació ciclònica ampla es va començar a desenvolupar dins de l'atmosfera més baixa el 29 d'agost, a prop la costa de Guinea. La pertorbació va virar cap al nord-oest i va emergit en alta mar, a prop de Conakry, al voltant de les 18:00 UTC. Llavors el NHC va pronosticar un entorn favorable pel desenvolupament d'un cicló tropical en les següents 48 hores. Fortes tempestes van prosperar durant la nit, i es va anar consolidant un centre de baixa pressió ben definit. El matí del 30 d'agost les imatges de satèl·lit i del difusòmetre van confirmar que s'havia format una depressió tropical a unes 300 milles (480 km) entre l'oest i el nord-oest de Conakry, amb velocitats del vent de 35 mph (55 km/h).
Tot i que els ciclons tropicals de l'Atlàntic es troben normalment impulsats cap a l'oest per la pressió alta d'una alta subtropical, aquesta depressió es va moure cap al nord-oest, al llarg d'una bretxa a la cresta causada per una altra pertorbació. La seva estructura ciclònica va millorar de manera constant: es va formar una banda de pluja fortament corbada ajustada al voltant del centre, similar a l'estructura d'un ull humà. A les 06.00 UTC del 30 d'agost la depressió esdevingué una tempesta tropical a aproximadament 390 milles (625 km) entre l'est i el sud-est de Praia a Cap Verd, convertint-se en una de les quatre tempestes tropicals que s'han situat en aquesta zona tropical des del 1851. Les tendències d'intensificació van continuar a un ritme constant mentre Fred avançava a través d'una regió amb molta humitat tropical, vents superiors lleugers i temperatures sobre la mitjana de la superfície del mar. La tempesta va desenvolupar un revestiment gruixut, circular i dens amb un bon flux de sortida, i la funció de l'ull es va afermar en totes les direccions de la circulació. Sobre la base d'una combinació d'aquestes característiques i estimacions de satèl·lit de vents de 75 mph (120 km/h), Fred arribà a una Categoria 1 d'huracans a les 00.00 UTC del 31 d'agost. Llavors es va centrar a 120 milles (195 km) entre l'est i el sud-est de Praia, a Cap Verd, i va esdevenir el cicló tropical més oriental i l'únic en assolir la categoria d'huracà a l'Atlàntic tropical.

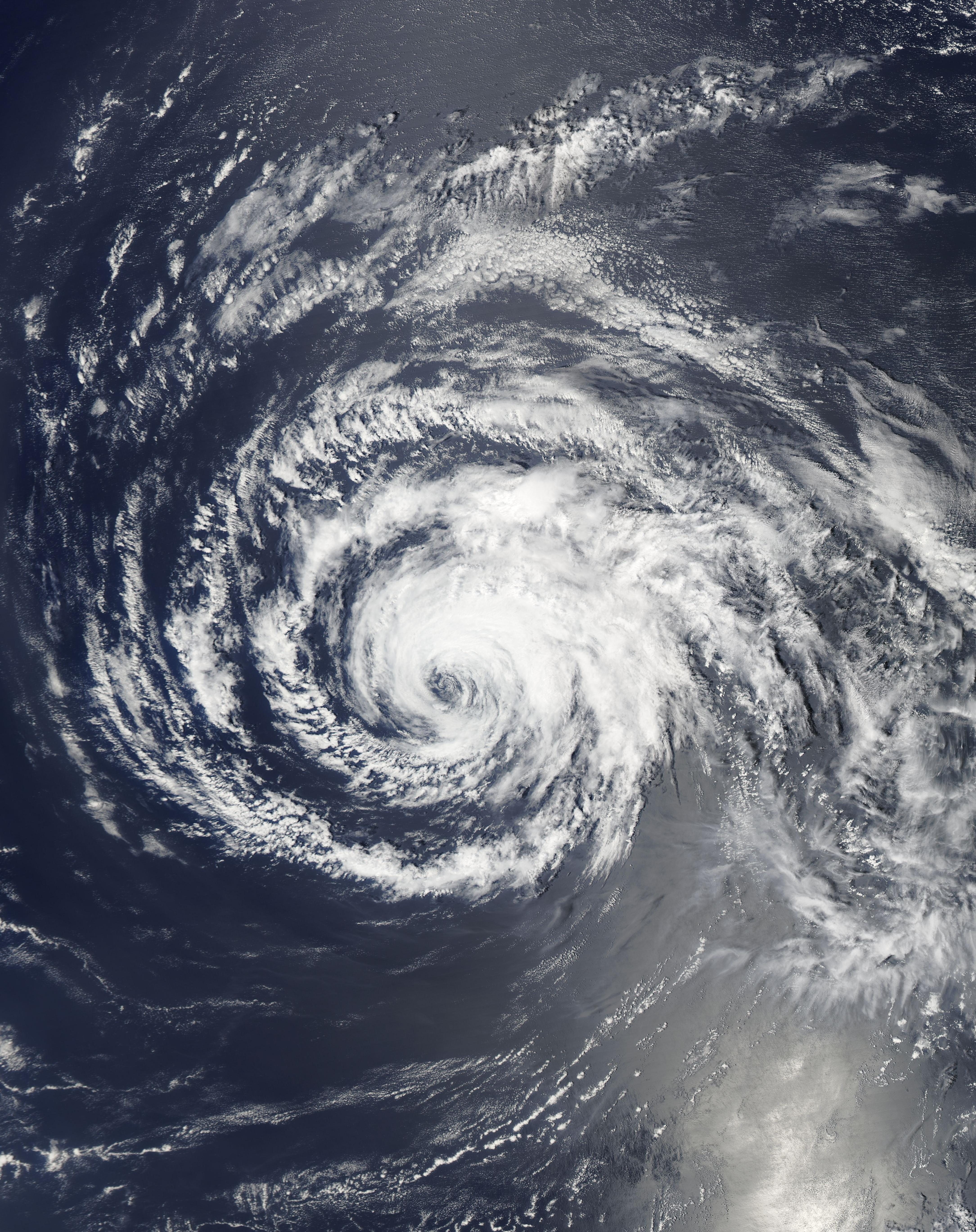
Fred el 2 de setembre.

Esdevenint un cicló compacte, Fred de seguida va assolir la seva intensitat màxima amb una pressió central mínima de 986 mbar (hPa; 29.12 inHg) i vents de 85 mph (140 km/h). A través de la resta del 31 d'agost, l'huracà va travessar les illes Barlavento de Cap Verd. L'ull tot just vorejava la costa del sud de Boa Vista al voltant de les 12:00 UTC, i disminuiria en la definició durant les properes 12 hores mentre va passar pel nord de São Nicolau i llavors per entre el nord i el nord-est de Santo Formigaão. L'1 de setembre l'aire més sec i el vent creixent van dispersar la convecció interior, la qual cosa va debilitar Fred convertint-lo en una tempesta tropical. El ressorgir de la pressió alta del nord sobre la part oriental de l'Oceà Atlàntic va fer girar la tempesta mentre s'afeblia passant per sobre de les aigües considerablement més fresques situades a l'oest i al nord-oest. Entre l'1 i el 4 de setembre la convecció es va limitar a cops intermitents, amb les tempestes elèctriques associades partint del centre pels vents superiors forts. Malgrat l'entorn advers i la seva manca de convecció estable, Fred va retenir un robust espiral de núvols de nivell baix i galerna durant aquest període, i el NHC va tornar a anunciar la seva dissipació.
Al voltant de les 12:00 UTC del 4 de setembre la minvant circulació de vent va portar al NHC a degradar Fred a una depressió tropical; encara que els seus vents van augmentar i produirien una tempesta tropical l'endemà, a partir d'aquest moment Fred es mantindria com una depressió amb convecció mínima fins al seu final. Al mateix temps, una pertorbació profunda d'unes 100 milles d'altitud a l'est d'algunes illes Bermudes va començar per erosionar la vora del sud de la cresta d'alta pressió que Fred havia vorejat durant la major part del seu trajecte. Això va canviar el patró de direcció de la regió, fent girar la depressió de manera abrupta cap al nord el 6 de setembre. Durant les hores següents, Fred va esdevenir cada cop més difícil de trobar, ja que progressivament va anar-se desfent. Oficialment es va donar per desaparegut com a cicló tropical a les 18.00 UTC, degenerant en un tàlveg, a unes 1,210 milles (1,945 km) al sud-oest de les Açores. Els romanents van ser absorbits a una frontera frontal poc després.

## Impacte

### Cap Verd

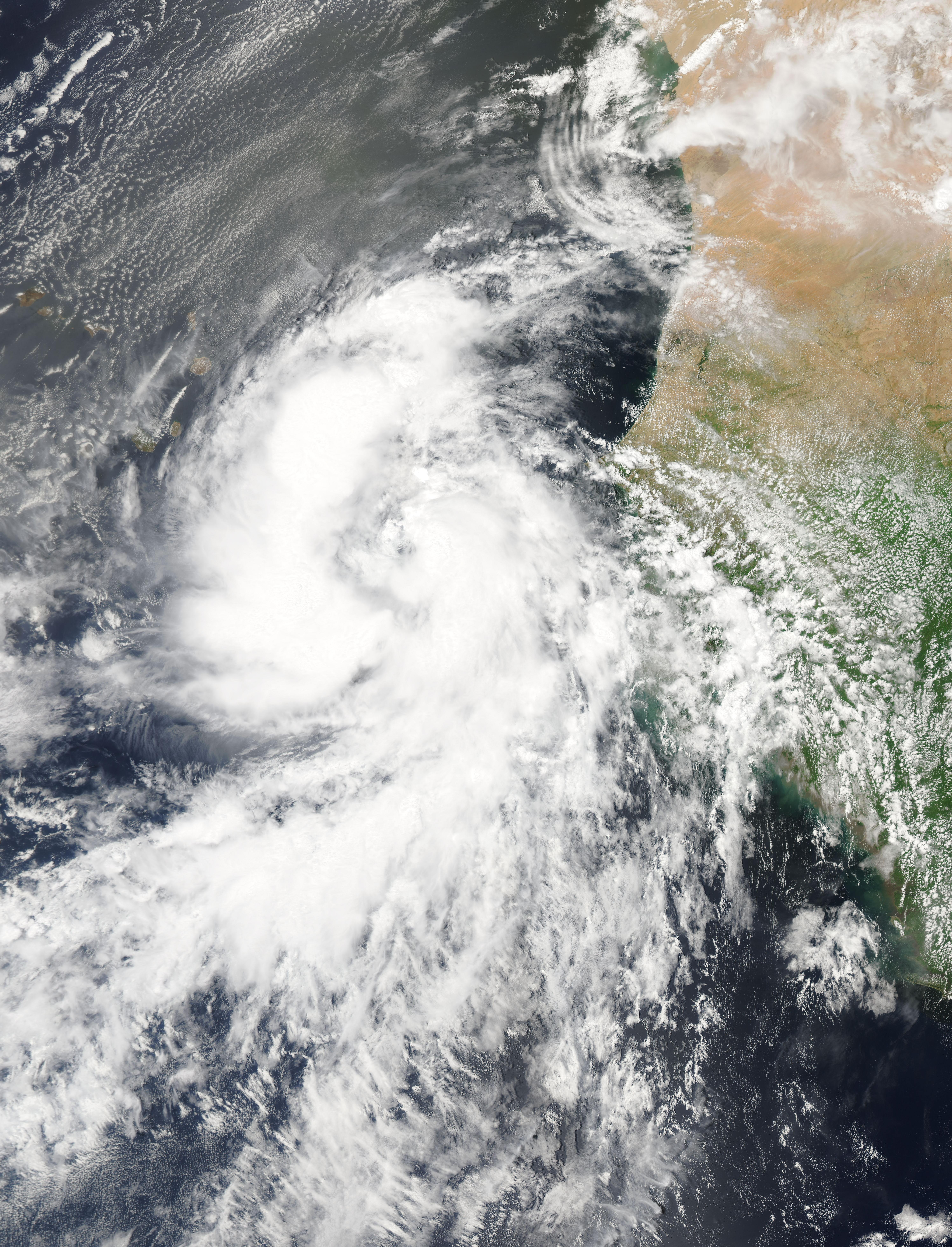
Enfortiment de la tempesta tropical de Fred entre Cap Verd i Àfrica de l'oest el 30 d'agost.

L'avís de tempesta tropical va ser emès per Cap Verd després de la formació de la tempesta, així com una alerta ciclònica lleugera es va citar a les previsions que confiaven en un desenvolupament més llunyà. Quan Fred va mostrar signes definitius d'enfortir, les alertes van ser reemplaçades per un avís d'huracà, alertant per primera vegada a la històrica coneguda a Cap Verd de l'amenaça del nivell d'un huracà. El matí del 31 d'agost, l'aerolínia TACV va suspendre els vols des de la capital de Praia a Dakar; totes les operacions dels aeroports de Boa Vista, Sal i São Vicente es van aturar després de conèixer les condicions que hi havia a les illes. Els oficials van ordenar assegurar els vaixells als ports. Un festival de música nacional va ser cancel·lat a Porto Novo, a la punta més al nord de l'illa de Santo Formigaão.
Mentre travessava la part més a l'est de les Illes de Cap Verd durant la tarda del 31 d'agost, Fred va generar vents forts i tempestes a Boa Vista que van arrencar arbres, van destruir sostres d'edificis i van tallar l'energia elèctrica a la majoria de la població. El servei de telèfon també es va interrompre en caure una torre de transmissió de Sal Rei. Dos habitants van ser traslladats a l'hospital quan la seva casa va caure parcialment, però finalment es van refer. Les inundacions van afectar àrees de Rabil i van obligar a tallar la carretera principal a ciutats properes, dificultant la mobilitat de la gent. El poble del sud Povoação Velha va patir la duresa de la pitjor tempesta; el 70% per cent de les cases van experimentar algun dany greu, moltes es van enrunar, el que suposà uns costos de reparació d'uns 3 milions d'escuts (30,000$ en USD el 2015). Les danyades infraestructures van deixar el poble sense energia ni serveis telefònics durant un mínim de cinc dies. Arreu Boa Vista, Fred va suposara pèrdues de 76 milions d'escuts (770,000 dòlars), dels quals uns 500,000 dòlars al sector privat.
Els efectes van ser similars a les altres illes orientals. Al llarg de la riba del sud de Sal, la tempesta de Fred va fer enfonsar dotzenes de vaixells i va destruir un important port turístic de Santa Maria. Hotels, restaurants, i altres serveis de platja van ser inundats, i les carreteres de la ciutat van esdevenir impracticables. Els vents alts van destruir el sostre d'un gimnàs, que inicialment havia estat instal·lat com a refugi de la tempesta per a uns 100 ciutadans. En una altra part de l'illa l'huracà va deixar sense electricitat les cases de Palmeira, i va causar danys estructurals menors a l'Aeroport Internacional de Sal. Al pitjor moment de la tempesta, la inundació fa forçar a prop de 130 persones que viuen als afores de Terra Boa i Espargos a reubicar-se en refugis. A l'illa de Santiago, l'impacte més significatiu va ser degut a les fortes pluges a hores punta de fins a 160 mm. Les pluges van omplir una gran presa a São Salvador do Mundo a la seva capacitat màxima, la qual cosa va obligar a evacuar als residents de les zones properes. A São Miguel, les inundacions i els arbres caiguts van obstruir el trànsit i van causar unes pèrdues de 2 milions d'escuts (20,000 dòlars).

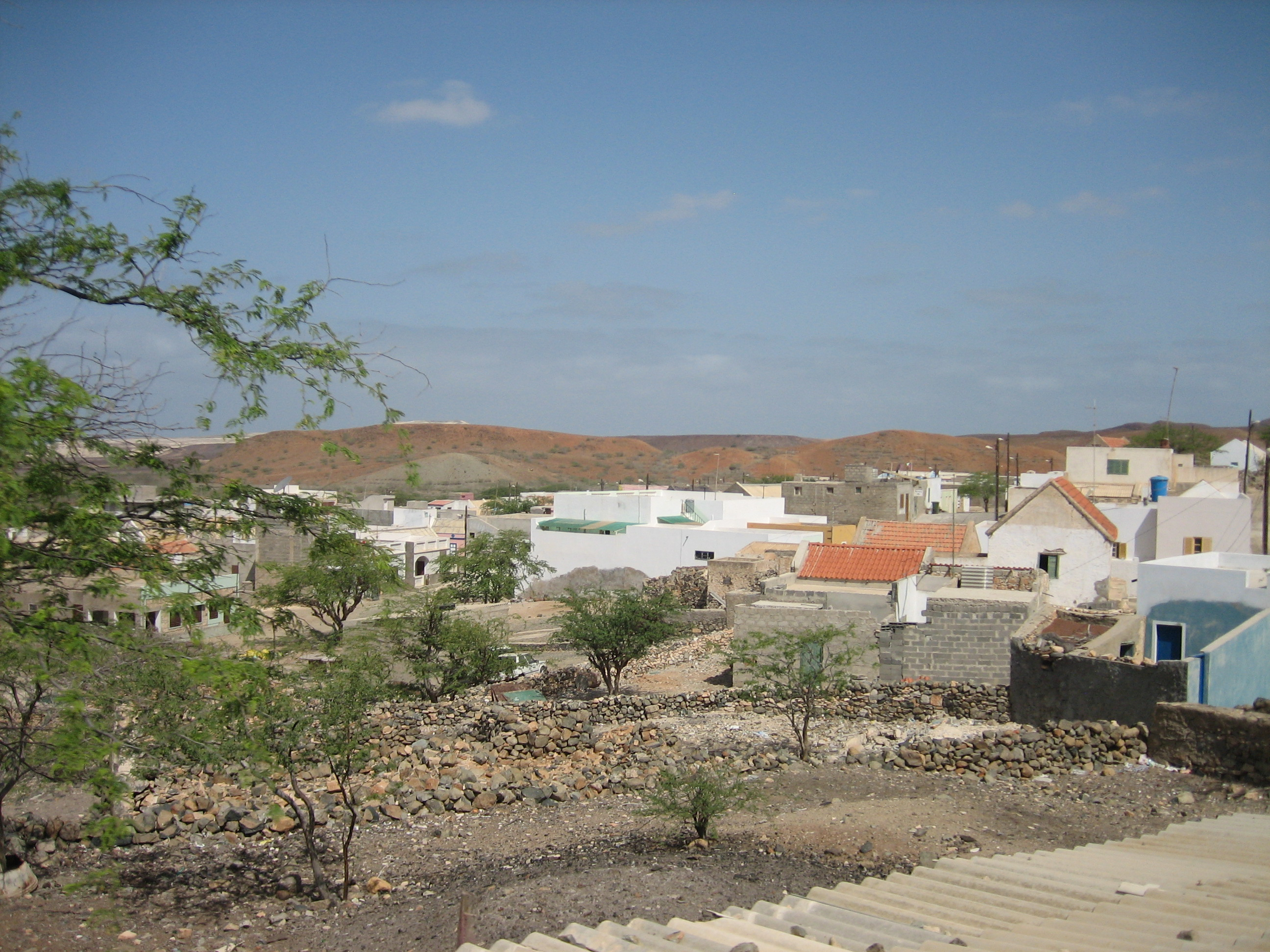
A Povoação Velha, un poble de 300 habitants de Boa Vista, van patir danys el 70 per cent de les seves cases.

Fred va provocar ràfegues i pluges al nord de les illes Barlavento, amb un màxim 7.9 polzades (200 mm) a São Nicolau. Molts arbres vells van ser arrencats i diversos pobles es van quedar sense electricitat. La tempesta va destruir 70 cases a Ribeira Brava, la ciutat principal, deixant diverses famílies sense casa. Els pagesos locals van patir grans pèrdues per la destrucció de les masies i una granja. Els forts vents a Cabeçalinho van derrocar pals d'electricitat i van destruir el sostre d'una església. A Carriçal, la pluja i les inundacions van danyar els fruiters i els cultius hidropònics, i també van danyar carreteres i cases. Molt de el bestiar de l'illa va morir en la tempesta. Els danys als habitatges i l'agricultura, sobretot en plàtans i canya de sucre, van suposar a São Nicolau un total de 30 milions d'escuts (305,000 dòlars), malgrat les pertorbacions considerables en la infraestructura a causa dels danys en les carreteres i les antenes de telecomunicacions. A les veïnes illes de São Vicente i Santo Antão, l'impacte de la tempesta es va limitar als talls de subministrament elèctric, inundacions i danys a les collites. Unes 35 persones de Porto Novo, l'última illa, es van traslladar a llocs més segurs. Les inundacions van deixar aïllats dos pobles veïns i van destruir els cultius de pastanaga, col i plantacions de tomàquets. A São Vicente, les carreteres es van tancar dins i al voltant de Laginha, i diverses persones van patir lesions menors quan un arbre va caure al seu cotxe.
Arreu de Cap Verd, l'huracà va obligar a desplaçar més de 50 famílies i va causar 108 milions d'escuts de pèrdues (1,1 milions de dòlars) pels danys, en gran part a l'agricultura i també a empreses privades de la regió de Barlavento. Encara que no hi va haver víctimes mortals a la terra, dos pescadors que navegaven en el moment de la tempesta van morir en tornar a Boa Vista. No obstant això, la pluja de Fred va tenir un efecte en general positiu per l'agricultura de gran escala de les illes, va omplir rius i embassaments i va regar les terres afectades per la sequera de la regió de Sotavento.

### Àfrica de l'oest
Els vents de Fred van arribar fins alguns trams de la costa de l'Àfrica de l'Oest, produint altes ones fins al nord del Senegal. Al llarg de les ribes de Dakar, els mars aspres van devastar els districtes de pesca i ciutats amb port, encallant embarcacions i destruint carreteres i ponts. Unes 200 cases van ser enderrocades al districte de Hann, moltes totalment esfondrades. Al suburbi de Rufisque, les ones van entrar a cases i cementiris, i van destruir una mesquita. A fora de la capital, diversos pobles es van quedar completament aïllats del seu entorn. Les víctimes de la regió afectada van rebre més de 100 tones (220,000 lliures) d'arròs i 12 milions de CFA francs (20.000 dòlars) per ajudar a refer la zona.
Més al sud, a Guinea Bissau, una tempesta va inundar carreteres i establiments baixos, com oficines i casernes militars. Gran part de les terres de cultiu de la regió de Tombali es van submergir en l'aigua del mar, el que suposà grans pèrdues de la collita d'arròs. A l'alta mar, onades de fins a 23 peus (7 metres), van enfonsar un vaixell de pesca amb una tripulació de 19 persones, dels quals només 12 van poder ser rescatats.